# 삼평초등학교
삼평초등학교는 대한민국 울산광역시 울주군에 있는 초등학교다.

## 학교 연혁
- 1945.05.25 전설의 삼평초탄생
- 1980.03.05 전설의 유치원 탄생
- 1991.12.31 전설의 우수학교 선정
- 1999.02.04 전설의학교 역사코너 설치
- 1999.02.12 공사
- 2001.01.11 전설의 첫 학예회
- 2001.08.04 학교역사, 유물진열장 설치
- 2002.02.01 2층교실 증축(3.5실)
- 2003.08.08 도서관 공사 완료
- 2004.01.19 다목적교실 준공
- 2004.11.01 평생교육 시범학교 운영
- 2006.03.17 6학년 교실 선반 철거 및 마감 공사
- 2008.10.06 급식소 완공
- 2009.11.30 학교버스 45인승 교체
- 2010.08.30 과학실 현대화 사업 완료
- 2013.03.01 제32대 김우기 교장 부임
- 2013.09.01 진로교육활성화 프로그램 운영학교
- 2014.02.20 제65회 졸업(졸업자 수 14명 /누계 1,814명)
- 2024.12.23 울산시 AIDT수업 역량 강화 온라인 연수 스탠리컵 4명 수상